# Laboutarie
Laboutarie is een gemeente in het Franse departement Tarn (regio Occitanie) en telt 387 inwoners (1999). De plaats maakt deel uit van het arrondissement Albi.

## Geografie
De oppervlakte van Laboutarie bedraagt 5,4 km², de bevolkingsdichtheid is 71,7 inwoners per km².
De onderstaande kaart toont de ligging van Laboutarie met de belangrijkste infrastructuur en aangrenzende gemeenten.

## Demografie
Onderstaande figuur toont het verloop van het inwonertal (bron: INSEE-tellingen).